# Aleucanitis calamiodes
Aleucanitis calamiodes är en fjärilsart som beskrevs av Pieter Cornelius Tobias Snellen 1887. Aleucanitis calamiodes ingår i släktet Aleucanitis och familjen nattflyn. Inga underarter finns listade i Catalogue of Life.